# Tài chính phi tập trung
Tài chính phi tập trung (thường được gọi là DeFi) là một hình thức tài chính dựa trên blockchain, không phụ thuộc vào các bên trung gian tài chính trung ương như người môi giới, sàn giao dịch hoặc ngân hàng để cung cấp các công cụ tài chính truyền thống, mà thay vào đó sử dụng các hợp đồng thông minh trên blockchain, loại phổ biến nhất là Ethereum. Nền tảng DeFi cho phép mọi người cho vay hoặc đi vay từ những người khác, đầu cơ dựa theo sự biến động giá trên một loạt các tài sản sử dụng phái sinh, thương mại tiền mã hóa, bảo đảm chống lại rủi ro, và kiếm được lãi trong những tài khoản giống như sổ tiết kiệm. DeFi sử dụng kiến trúc phân lớp và các blocks xây dựng có khả năng kết hợp cao. Một số ứng dụng DeFi đưa ra lãi suất cao nhưng có rủi ro cao. Đến tháng 10 năm 2020, hơn 11 tỷ đô la (giá trị quy đổi từ tiền điện tử) đã được gửi vào các giao thức tài chính phi tập trung khác nhau, thể hiện mức tăng trưởng hơn mười lần trong suốt năm 2020. Tính đến tháng 1 năm 2021, khoảng 20,5 tỷ đô la đã được đầu tư vào DeFi.

## Lịch sử
Nền tảng cho vay dựa trên stablecoin (đồng tiền ổn định) của MakerDAO là ứng dụng DeFi đầu tiên có số lượt sử dụng đáng kể. Nó cho phép người dùng vay Dai, token gốc của nền tảng có chế độ tỉ giá hối đoái cố định với đô la Mỹ. Thông qua một loạt các hợp đồng thông minh trên Ethereum blockchain, chi phối các khoản vay, khoản trả, và quy trình thanh toán, MakerDAO nhằm duy trì được giá trị ổn định của Dai trong một cách thức phi tập trung và tự chủ.
Vào tháng 6 năm 2020, bên cạnh lãi suất thanh toán thông thường của người cho vay, Compound Finance bắt đầu thưởng người cho vay và người đi vay tiền mã hóa trên nền tảng của nó bằng một loại tiền mã hóa mới có tên là COMP token. Loại tiền này không chỉ được sử dụng cho việc quản lý của nền tảng Compound mà còn giao dịch được trên các sàn giao dịch tiền mã hóa. Các nền tảng khác cũng làm theo, tung ra hiện tượng được gọi là "canh tác lợi nhuận" (yield farming) hoặc "khai thác thanh khoản" (liquidity mining), trong đó các nhà đầu cơ tích cực chuyển tài sản tiền điện tử giữa các tổ hợp tài sản (pools) khác nhau trong một nền tảng và giữa các nền tảng khác nhau để tối đa hóa tổng lợi nhuận, không chỉ bao gồm lãi và phí mà còn cũng là giá trị của các mã token bổ sung nhận được dưới dạng phần thưởng.
Vào tháng 7 năm 2020, tờ The Washington Post đã viết một bài báo sơ lược về tài chính phi tập trung bao gồm các chi tiết về canh tác lợi nhuận (yield farming), tỷ suất hoàn vốn và những rủi ro liên quan. Vào tháng 9 năm 2020, tờ Bloomberg viết rằng Defi chiếm 2/3 những thay đổi về giá cả của thị trường tiền mã hóa và rằng mức Defi đã đạt 9 tỷ đô la Mỹ. Ethereum đã chứng kiến sự gia tăng các nhà phát triển trong năm 2020 do sự quan tâm ngày càng tăng đối với DeFi.
DeFi đã thu hút các nhà đầu tư mạo hiểm lớn như Andreessen Horowitz, Bain Capital Ventures và Michael Novogratz.

## Cách hoạt động
DeFi xoay quanh các ứng dụng được gọi là DApps (ứng dụng phi tập trung) thực hiện các chức năng tài chính trên sổ cái kỹ thuật số được gọi là blockchain, một công nghệ lần đầu tiên được sử dụng bởi Bitcoin nhưng sau đó đã được phát triển rộng rãi. Thay vì thực hiện giao dịch thông qua một trung gian tập trung, các giao dịch ở đây được thực hiện trực tiếp giữa những người tham gia, qua trung gian của các chương trình hợp đồng thông minh. DApp thường được truy cập thông qua ứng dụng hoặc tiện ích mở rộng trình duyệt hỗ trợ Web3, chẳng hạn như MetaMask cho phép người dùng tương tác trực tiếp với blockchain Ethereum thông qua một trang web. Nhiều DApp trong số này có thể kết nối và làm việc cùng nhau để tạo ra các dịch vụ tài chính phức tạp. Ví dụ: chủ sở hữu của stablecoin có thể cam kết tài sản vào một nhóm thanh khoản trong một giao thức thanh khoản như Aave. Những người khác có thể vay từ nhóm này, bằng cách đóng góp thêm tài sản thế chấp, thường nhiều hơn số tiền của khoản vay. Giao thức tự động điều chỉnh lãi suất dựa trên nhu cầu từng thời điểm đối với tài sản.  Aave cũng đưa "các khoản vay nhanh" ra thị trường, là các khoản cho vay phi tập trung với số lượng tùy ý được lấy ra và trả lại trong một khoảng thời gian khối duy nhất, khoảng thời gian vài phút hoặc thậm chí vài giây. Mặc dù có thể có các mục đích sử dụng hợp pháp cho các khoản vay như vậy - chẳng hạn như chênh lệch giá, hoán đổi tài sản thế chấp và tự thanh lý - nhiều hoạt động khai thác nền tảng DeFi đã sử dụng các khoản vay nhanh để thao túng giá giao ngay tiền điện tử trong ngắn hạn.
"Phi tập trung" ý chỉ việc không có sàn giao dịch trung tâm. Các chương trình hợp đồng thông minh cho chính các giao thức DeFi được chạy bằng phần mềm nguồn mở bởi một cộng đồng các nhà phát triển và lập trình viên.
Một ví dụ về giao thức DeFi là Uniswap, là một sàn giao dịch phi tập trung (DEX) chạy trên blockchain Ethereum và cho phép giao dịch hàng trăm mã token kỹ thuật số khác nhau được phát hành trên chuỗi khối Ethereum. Thay vì dựa vào các nhà tạo lập thị trường tập trung để thực hiện các đơn đặt hàng, thuật toán của Uniswap khuyến khích người dùng hình thành các nhóm thanh khoản cho các mã thông báo bằng cách phát hành phí giao dịch cho những người cung cấp thanh khoản. Một nhóm phát triển viết phần mềm để triển khai trên Uniswap, nhưng nền tảng này cuối cùng do người dùng quản lý. Vì không có bên tập trung nào điều hành Uniswap, nên không có ai kiểm tra danh tính của những người sử dụng nền tảng. Chưa rõ cơ quan quản lý nào sẽ đảm nhận tính hợp pháp của một nền tảng như Uniswap.

## Chỉ trích
Các giao dịch trên blockchain là không thể thay đổi. Điều này có nghĩa là nếu thực hiện một giao dịch không chính xác hoặc triển khai mã hợp đồng thông minh lỗi, ta không thể sửa lại một cách dễ dàng với nền tảng DeFi. Lỗi mã hóa và bị hack là chuyện phổ biến. Vào năm 2020, nền tảng Yam Finance nhanh chóng tăng số tiền gửi lên 750 triệu đô la, nhưng vài ngày sau khi ra mắt, nền tảng này đã sập với nguyên nhân là lỗi mã. Ngoài ra, các hợp đồng thông minh triển khai nền tảng DeFi nói chung là các phần mềm mã nguồn mở có thể dễ dàng sao chép để thiết lập các nền tảng cạnh tranh, điều này tạo ra sự bất ổn khi tiền chuyển từ nền tảng này sang nền tảng khác.
Người hoặc tổ chức đằng sau giao thức DeFi có thể không xác định và họ có thể biến mất cùng với tiền của nhà đầu tư. Nhà đầu tư Michael Novogratz đã mô tả một số giao thức DeFi là "giống với mô hình Ponzi."
DeFi đã được so sánh với cơn sốt của đợt phát hành tiền mã hóa đầu tiên vào năm 2017, một phần của bong bóng tiền mã hóa năm 2017. Các nhà đầu tư thiếu kinh nghiệm có nguy cơ mất tiền khi sử dụng các nền tảng DeFi do quá trình tương tác với các nền tảng khá phức tạp, và do không có một bên trung gian với bộ phận hỗ trợ khách hàng.